# جنيحية
جُنَيْحِيَّة أو سُرَيْخِس (الاسم العلمي: Pteridium)، جنس كبير من السراخس من فصيلة سراخس التبن العطرية. أنواعه 11.